# Valdemar Christensen
Herman Valdemar Christensen (født 8. september 1898 i København, død 2. juli 1971) var en dansk filmfotograf

## Filmografi
- Lutter løjer (1957) - Foto
- Man elsker kun een Gang (1945) - Foto
- Mordets Melodi (1944) - Foto
- Biskoppen (1944) - Foto
- Besættelse (1944) - Foto
- Det bødes der for (1944) - Foto
- En god Opskrift (1943) - Foto
- Alt for Karrièren (1943) - Foto
- Drama paa Slottet (1943) - Foto
- En Herre i Kjole og Hvidt (1942) - Foto
- Damen med de lyse Handsker (1942) - Foto
- Alle Mand paa Dæk (1942) - Foto
- Forellen (1942) - Foto
- Tordenskjold gaar i Land (1942) - Foto
- Alle gaar rundt og forelsker sig (1941) - Foto
- Thummelumsen (1941) - Foto
- Gaa med mig hjem (1941) - Foto
- En mand af betydning (1941) - Foto
- Jeg har elsket og levet (1940) - Foto
- Sørensen og Rasmussen (1940) - Foto
- Barnet (1940) - Foto
- En Pige med Pep (1940) - Foto
- Skilsmissens Børn (1939) - Foto
- Cirkus (1939) - Foto
- Komtessen paa Steenholt (1939) - Klip
- Ungdom og bøger (1939) - Foto
- Roser hver aften (1939) - Foto
- Bolettes Brudefærd (1938) - Foto
- Champagnegaloppen (1938) - Foto
- Kongen bød (1938) - Foto
- Milly, Maria och jag (1938) - Foto
- I Folkets Navn (1938) - Foto
- Cocktail (1937) - Foto
- Lajla (1937) - Klip
- 6. Trækning (1936) - Foto
- Rasmines Bryllup (1935) - Foto
- Fredløs (1935) - Foto
- Min Kone er Husar (1935) - Foto
- Äventyr i pyjamas (1935) - Klip
- Skaf en Sensation (1934) - Foto
- Lynet (1934) - Klip
- Nøddebo Præstegaard (1934) - Foto
- De blaa Drenge (1933) - Foto
- De gamles oprør (1933) - Foto
- Nyhavn 17 (1933) - Foto
- Tango (1933) - Foto
- Kobberbryllup (1933) - Klip
- Saa til Søs (1933) - Foto
- Kirke og Orgel (1932) - Foto
- Odds 777 (1932) - Foto
- Skal vi vædde en Million? (1932) - Foto
- Tretten Aar (1932) - Foto
- Modärna fruar (1932) - Foto
- Hotel Paradis (1931) - Foto
- Præsten i Vejlby (1931) - Foto
- Hotel Paradis (1931) - Foto
- Begravelsesherrerne (1931) - Foto
- Hesten (1931) - Foto
- Eskimo (1930) - Foto
- Rosen (1930) - Foto
- Thi kendes for ret (1929) - Foto
- Anton og lillemor (1929) - Foto
- Kys, Klap og Kommers (1929) - Foto
- Laila (1929) - Foto
- Filmens Helte (1928) - Foto
- Kongen af Pelikanien (1928) - Foto
- Kraft og Skønhed (1928) - Foto
- Vester-Vov-Vov (1927) - Foto
- Tordenstenene (1927) - Foto
- Lykkehjulet (1926) - Foto
- Dødsbokseren (1926) - Foto
- Alpejægernes Indtog i København (1920) - Foto
- Alpejægernes Ankomst I-II (1920) - Foto

## Eksterne Henvisninger
- Valdemar Christensen på Internet Movie Database (engelsk)
- Valdemar Christensen på Filmdatabasen
- Valdemar Christensen på danskefilm.dk
- Valdemar Christensen på danskfilmogtv.dk
- Valdemar Christensen på Scope
- Valdemar Christensen på Svensk Filmdatabas (svensk)
- Valdemar Christensen på The Movie Database (engelsk)